# A Sammy in Siberia
A Sammy In Siberia é um curta-metragem norte-americano de 1919, do gênero comédia, estrelado por Harold Lloyd.

## Enredo

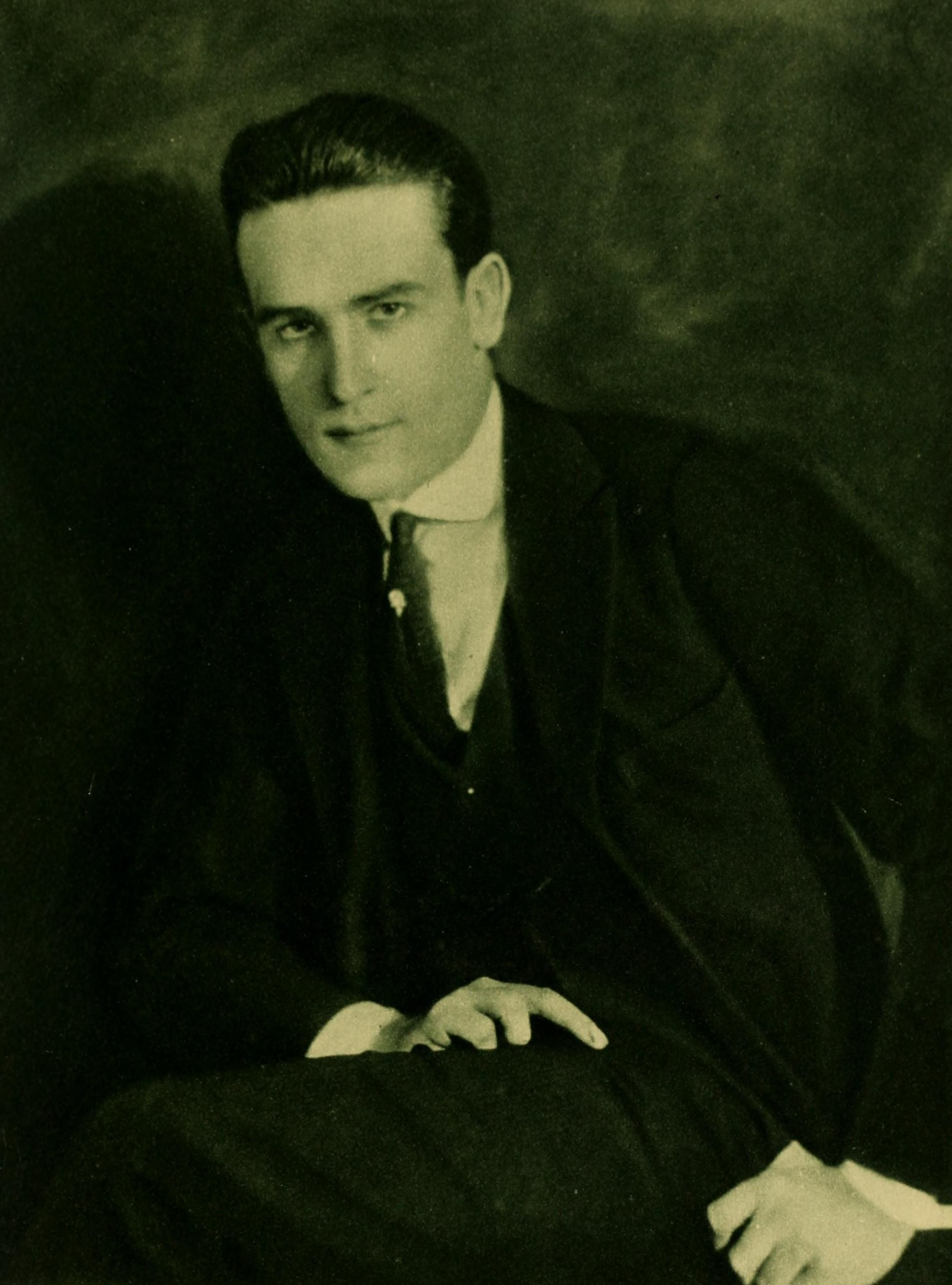
Harold Lloyd

Um norte-americano (Lloyd), separado do exército de seu país, vem em auxílio de uma mulher russa (Daniels), que está sendo assediada pelos bolcheviques.

## Elenco
- Harold Lloyd - garoto
- Snub Pollard - Comandante russo
- Bebe Daniels - garota
- Sammy Brooks
- Lige Conley - (como Lige Cromley)
- Wallace Howe
- Dee Lampton
- Gus Leonard
- Marie Mosquini
- Fred C. Newmeyer
- James Parrott
- E.J. Ritter
- Chase Thorne
- Noah Young